# Furia: Carrie 2
Furia: Carrie 2 (din engleză The Rage: Carrie 2) este un film horror american din 1999, filmul este continuarea filmului Carrie din 1976.
Filmul este regizat de Katt Shea după un scenariu scris de Rafael Moreu pe baza romanului Carie de Stephen King. În film interpretează actorii Emily Bergl, Mena Suvari, Jason London și Amy Irving, care a apărut în filmul original.

## Povestea
Barbara (J. Smith-Cameron) își vopsește casa în roșu pentru a-și proteja fiica sa telechinetică Rachel (Emily Bergl) de demoni. Barbara ajunge la casa de nebuni.
După mai mulți ani, Rachel (Emily Bergl), care trăiește cu asistenți maternali, discută cu prietena sa Lisa (Mena Suvari), care și-a pierdut virginitatea după o partidă de sex cu Eric (Zachary Ty Bryan), un jucător de fotbal american. Lisa îi dă lui Rachel o rolă de film. Jucătorii de fotbal vorbesc despre Lisa, ei au un fel de joc în care fac sex cu fete și acordă puncte. Mark (Dylan Bruno) ține evidența punctelor într-un jurnal.
După ce Eric o respinge, Lisa se sinucide, sărind de pe acoperișul școlii. Evenimentul declanșează capacitățile paranormale ale lui Rachel, facând ca ușile de la dulapurile din școală să se deschidă. Consilierul școlar Sue Snell (Amy Irving) discută cu Rachel despre Lisa; Sue a petrecut mai mult timp la azilul în care se afla mama lui Rachel. Discuția o supără pe Rachel și o ceașcă de-a lui Sue cade și se sparge de podea. Sue o vizitează pe mama lui Rachel și află că Rachel și Carrie au același tată, pe Ralph White. Eric discută cu Mark, fiindu-i teamă că va fi învinuit pentru sinuciderea Lisei. El îi dezvăluie că au dormit împreună și Mark îl asigură că toate informațiile vor rămâne private. Eric îi spune lui Mark că Lisa are o imagine cu ei și Mark îi zice lui Eric că se va ocupa el de ea.
Rachel descoperă că ea a scos fotografiile cu Lisa și Eric chiar înainte ca Mark și Jesse (Jason London) să apară. Mark încearcă s-o mituiască pe Rachel în schimbul fotografiilor, apoi se oferă să o ducă afară, dar ea refuză. Rachel îi spune șerifului Kelton (Clint Jordan) și lui Sue despre faptul că Lisa și Eric au dormit împreună, oferindu-i lui Kelton o fotografie. Kelton îl acuză pe Eric de viol. 
Walter, câinele lui Rachel, este lovit de o mașină. Rachel strigă după ajutor în timp ce mașina trece mai departe, apoi ea oprește un camion. Jesse merge acasă după ce face sex cu Tracy Campbell (Charlotte Ayanna), apoi Rachel o oprește. Jesse o duce la o clinică de animale. Câinele Walter va fi bine și Jesse o scoate pe Rachel afară la o cafea. 
Aflând că Rachel a dat fotografia șerifului Kelton, Mark, Eric și alți jucători de fotbal vin la ea acasă noaptea târziu, opresc curentul și-i sparg o fereastră. Mark o hărțuiește la telefon. Eric încearcă să intre cu mașina printr-o fereastră. Puterile telechinetice ale lui Rachel închid fereastra, prinzându-i mâna lui Eric. Băieții dispar atunci când părintii ei adoptivi ajung acasă.
Sue se întâlnește cu Rachel. Când Sue o întreabă despre mișcarea obiectelor cu puterea minții, Rachel încearcă să plece. Sue dorește s-o oprească în loc, dar Rachel țipă și un glob cu zăpadă de pe biroul lui Sue se zdruncină. Sue o duce Rachel la școala pe care Carrie a distrus-o și îi spune lui Rachel adevărul despre Carrie. Sue îi mai spune că are puteri telechinetice și că există locuri unde se studiază așa ceva. Sue îi mai dezvăluie lui Rachel spune că tatăl ei a fost și tatăl lui Carrie, dar Rachel nu o crede.